# Allium calocephalum
Allium calocephalum — вид трав'янистих рослин родини амарилісові (Amaryllidaceae), поширений у південно-східній Туреччині й північно-західному Іраку.

## Поширення
Поширений у південно-східній Туреччині й північно-західному Іраку.
Населяє схили гір, як повідомляється, трапляється серед дубів та кущів у помірному змішаному лісі.

## Загрози й охорона
У межах екорегіону, де цей вид зростає вирощування с/г культур і пасовища становлять постійні загрози. Також Ірак вважається однією з найбільш вразливих до зміни клімату арабських країн. У районі Барзан та Галі Балнда була визначена майбутня загроза видобутку нафти. Загрозою є також вирубка листяних лісів на півночі Іраку. Додаткова загроза, відзначена спостереженнями за рослиною в Туреччині, приходить від місцевих людей, які споживають свіже листя, і його продають на ринку в Дереціку в районі Хаккарі.
Не було визначено офіційно захищених територій, де був зафіксований цей вид. Однак його історично зафіксовано з району Барзан та Галі Балнда, що частково охороняється племенем Барзан і часто пропонується як національний парк.